# Manda Gargori
Le Manda Gargori est un système de fissures volcaniques d'Éthiopie.